# That's Entertainment!
Pour les articles homonymes, voir That's Entertainment.
That's Entertainment! est une chanson écrite par Howard Dietz et composée par Arthur Schwartz pour le film musical Tous en scène, sorti en 1953.
La chanson est interprétée dans le film par Jack Buchanan soutenu par Fred Astaire, Nanette Fabray et Oscar Levant.

## Accolades
La chanson (dans la version originale du film) fut classée 45e dans la liste des « 100 plus grandes chansons du cinéma américain » selon l'American Film Institute (AFI).